# Радноти, Жужа
Жужа Ра́дноти (венг. Radnóti Zsuzsa; 12 февраля 1938, Будапешт) — венгерский драматург, театральный деятель, педагог. Заслуженный деятель культуры Венгрии. Действительный член Академии литературы и искусства имени Сечени (2013).
Лауреат премии имени Мари Ясаи (1980). Лауреат государственной премии Кошута (2017). Сыграла важную роль в развитии молодой венгерской драмы 1970-х годов.

## Биография
С 1958 по 1963 год обучалась на филологическом факультете Будапештского университета, после окончания которого работала в Театре комедии в качестве драматурга, а затем постановщика (до 2009).
Творческая деятельность Ж. Ра́дноти сосредоточена на вопросах современной венгерской драмы. Была одним из основателей и организаторов Открытого форума, который является ежегодным собранием венгерских драматургов.
Преподаёт курс современной венгерской драмы в Институте истории литературы Будапештского университета. Была приглашенным преподавателем в Академии театра и кино в Будапеште и Реформатском университете Кароли Гаспара, преподаёт историю венгерской драмы и практическую драматургию. Приглашенный преподаватель Паннонского университета.
Историк драмы, член правления Гильдии драматургов Венгерской театральной ассоциации, член Академии литературы и искусства Сечени.
Муж — прозаик и драматург Иштван Эркень (с 1965 до его смерти в 1979 году).

## Избранные публикации
- Szakonyi Károly: Adáshiba
- Orkény István: Macskajáték; Pisti a vérzivatarban
- Bereményi Géza: Légköbméter
- Csurka István: Eredeti helyszín; Házmestersirató
- Örkény István — Nemeskürty István: A holtak hallgatása
- Weöres Sándor: Kétfejű fenevad
- Nádas Péter: Találkozás
- Esterházy Péter: Búcsúszimfónia; Rubens és a nemeuklideszi asszonyok
- Márton László: A nagyratörő; Az állhatatlan; A törött nádszál
- Spiró György: Elsötétítés; Príma környék; Kvartett
- Borbély Szilárd: Az olaszliszkai
- Márai Sándor: Hallgatni akartam (a regény monodráma-változata)
- Esterházy Péter: Mercedes Benz (felolvasószínházi bemutató)
- Déry Tibor — Pós Sándor — Presser Gábor — Adamis Anna: Képzelt riport egy amerikai popfesztiválról
- Sarkadi Imre — Ivánka Csaba — Szörényi Levente — Bródy János: Kőműves Kelemen
- Horváth Péter — Presser Gábor — Sztevanovity Dusán: A padlás
- Fejes Endre — Presser Gábor: Jó estét nyár, jó estét szerelem
- Spiró György — Másik János: Ahogy tesszük
- Békés Pál — Geszti Péter — Dés László: A dzsungel könyve
- Dés László — Geszti Péter — Grecsó Krisztián: A Pál utcai fiúk (Molnár Ferenc azonos című regénye nyomán)

## Награды и премии
- Орден Заслуг (Венгрия) (1996)
- Премия имени Лайоша Балинта (1977)
- Премия имени Мари Ясаи (1980)
- Премия Имре Робоза (1996)
- Премия Жолта Харшаньи (1999, 2017)
- Премия Pro Cultura Urbis (2002)
- Заслуженный деятель культуры Венгрии (2003)
- Премия имени Кошута (2017)
- Премия My Country Award (2019)
- Почётный гражданин 2-го района Будапешта (2021).